# Đại học Nông nghiệp Quốc gia Nga
Đại học Nông nghiệp Quốc gia Nga - Học viện Nông nghiệp Moskva mang tên K. A. Timiryazev (tiếng Nga: Российский государственный аграрный университет - Московская сельскохозяйственная академия имени К.А. Тимирязева, viết tắt tiếng Nga: РГАУ-МСХА им. К. А. Тимирязева hay đơn giản gọi là Timiriazevka (Тимирязевка)) là một trong những trường đại học nông nghiệp lâu đời nhất tại Nga. Ngày thành lập trường được coi là ngày ngày 3 tháng 12 năm 1865.
Trong bảng đánh giá xếp hạng quốc tế "Webometrics" trường này đứng ở vị trí thứ 4.858.

## Lịch sử
Ngày 3 tháng 12 năm 1865 được coi là ngày thành lập trường, khi có sắc lệnh về việc thành lập Học viện Nông Lâm Petrovskaya.  Ngày 30 tháng 5 năm 1889, học viện đổi tên thành Học viện Nông nghiệp Petrovskaya, do xóa bỏ phần về lâm nghiệp. Ngày 1 tháng 2 năm 1894, học viện phải đóng cửa do sự bất bình muốn nổi dậy làm cách mạng trong sinh viên lên cao. Tháng 6 năm 1894, trên cơ sở cũ của Học viện Nông nghiệp Petrovskaya người ta thành lập Đại học Nông nghiệp Moskva.
Sau Cách mạng tháng Mười Nga, người ta khôi phục tên gọi cũ là Học viện Nông nghiệp Petrovskaya. Tháng 12 năm 1923, Hội đồng Dân ủy Liên Xô đổi tên Học viện Nông nghiệp Petrovskaya thành Học viện Nông nghiệp mang tên K. A. Timiriazev. Năm 1994, người ta đã đăng ký thành lập học viện với tên gọi Học viện Nông nghiệp Moskva mang tên K. A. Timiriazev tại Bộ Nông nghiệp Liên bang Nga, mặc dù tên gọi này đã tồn tại từ trước đó. Từ ngày 20 tháng 6 năm 2005, học viện mang tên gọi như hiện nay.
Năm 1986, Học viện có chi nhánh đặt tại thành phố Kaluga.

### Học viện Petrovsko-Razumovskaya
Ý tưởng về thành lập tại thủ đô nước Nga một trường đào tạo ở bậc đại học về nông nghiệp đã sinh ra từ các thảo luận của Hiệp hội Nông nghiệp Moskva vào năm 1857, do nhận thấy sự giải phóng được mong đợi trong tương lai không xa của những người nông dân khỏi tình trạng lệ thuộc của nông nô. Người ta suy đoán rằng với sự thay đổi các điều kiện căn bản trong đời sống thì các cư dân nông thôn cũng cần phải thay đổi triệt để cả các điều kiện canh tác nông nghiệp. Trong điều kiện nông nô người nông dân đã không có các kiến thức chuyên môn; tất cả các cơ sở kinh tế nông nghiệp đều dựa trên sự bóc lột lao động và hơn thế nữa là không phải trả công. Vì thế mục tiêu của cơ sở giáo dục chuẩn bị mở này là chuẩn bị, đào tạo một đội ngũ cần thiết các chuyên gia về nông nghiệp. Nhà nước đế quốc Nga cũng cần thiết phải có các quan chức có trình độ cần thiết để phục vụ tại các cơ quan có liên hệ mật thiết với nông thôn và nông nghiệp. Cơ sở giáo dục được dự tính sẽ mở cửa cho mọi loại đối tượng thuộc mọi giai cấp và tất cả những ai muốn nghe giảng mà không cần bất kỳ cuộc khảo sát trình độ, kiến thức nào. Họ cũng dự tính không cần bất kỳ cuộc thi chuyển tiếp hay thi kết thúc khóa học nào. Các học viên có thể lựa chọn nghe giảng đầy đủ các bộ môn học tập hoặc chỉ cần nghe giảng một số bộ môn nhất định nào đó, tùy theo nhu cầu của từng người. Những học viên nào đã tốt nghiệp phổ thông trung học hoặc các chứng chỉ có giá trị tương đương, sau khi hoàn thành khóa học tại học viện sẽ được cấp văn bằng phó tiến sĩ và tiến sĩ nông lâm. Để phục vụ cho cơ sở giáo dục như vậy, người ta đã mua lại điền trang Razumovskoe và trong mùa thu năm 1864 đã tiến hành tu bổ, sửa chữa nó. Để trang trải chi phí xây dựng và mua sắm thiết bị cho học viện Petrovskaya, ban quản trị của học viện vào đầu thập niên 1860 đã bán và cho thuê dài hạn một phần đất đai làm nhà nghỉ và vườn tược. Khu làng nhà nghỉ ở phía nam học viện có tên gọi là Petrovsko-Razumovsky, còn người Nga thì gọi nó là Chòi canh mái rơm (Соломенная сторожка).

## Cấu trúc
Ngoài các bộ phận liên quan tới quản lý hành chính, học viện Nông nghiệp Moskva chia ra thành các bộ phận như sau

### Đào tạo

#### Các khoa
- Nông học
- Kỹ thuật chăn nuôi
- Làm vườn và kiến trúc cảnh quan
- Thổ nhưỡng, nông hóa và sinh thái
- Sư phạm-Nhân văn
- Công nghệ
- Kế toán-Tài chính
- Kinh tế
- Khoa đào tạo bán chính khóa, tại chức và từ xa
- Khoa dự bị đại học
- Khoa ngoại quốc

#### Các trung tâm liên ngành
- Trường kinh doanh nông nghiệp cao cấp
- Trường quản lý APK (tổ hợp công nông nghiệp) cao cấp
- Ban quản lý nghiên cứu sinh và đào tạo tiến sĩ
- Trung tâm giáo dục ngôn ngữ (LINGVA-MXKhA)
- Trung tâm tập huấn-lý luận về đào tạo, cấp chứng chỉ và đào tạo lại kiểm định viên và kế toán viên chuyên nghiệp.

### Bộ phận nghiên cứu khoa học
- Bộ phận khoa học
- Kinh doanh nông nghiệp-lồng ấp ý tưởng
- 5 trung tâm và 5 trạm
- 7 phòng thí nghiệm chuyên ngành
- 7 bảo tàng chuyên ngành.
- Trạm khí tượng mang tên V. A. Mikhelson
- Trạm động vật
- Vườn thực vật mang tên S. I. Rostovtsev
- Vườm ươm cây mang tên R. I. Shreder
- Tổ hợp ngựa-thể thao
- Nhà thử nghiệm trồng rừng
- 3 nông trang đào tạo thử nghiệm

### Chi nhánh Kaluga
- Bộ phận đào tạo-lý luận
- Kế toán
- Bộ phận luật
- Bộ phận cán bộ
- Văn phòng

## Các sinh viên và giảng viên nổi tiếng
- Kliment Arkadyevich Timiryazev (1843-1920): Nhà sinh lý học, nhà thực vật học. Thành lập khoa và phòng thí nghiệm sinh lý học thực vật tại học viện Petrovskaya. Viện sĩ thông tấn Viện Hàn lâm Khoa học Nga. Tiến sĩ danh dự các đại học như Đại học Cambridge, Đại học Glasgow và Đại học Geneva.
- Konstantin Antonovich Verner (1850-1902): Nhà thống kê kiêm nhà nông học, trưởng khoa kinh tế nông nghiệp từ năm 1895.
- Ivan Aleseyevich Kablukov (1857-1942): Nhà hóa học-vật lý. Viện sĩ thông tấn, viện sĩ danh dự Viện Hàn lâm Khoa học Liên Xô. Ông đồng thời và độc lập với Vladimir Aleksandrovich Kistyakovsky (1865-1952) đưa ra khái niệm sonvat hóa vào giai đoạn 1889-1891.
- Nikolay Jacovlevich Demyanov (1861-1938): Nhà hóa học hữu cơ, viện sĩ Viện Hàn lâm Khoa học Liên Xô, được biết đến với phản ứng tái sắp xếp Demyanov.
- Dmitry Nikolayevich Pryanishnikov (1865-1948): Nhà hóa nông học, hóa sinh học và sinh lý học thực vật. Viện sĩ VAXKhNIL, Viện Hàn lâm Khoa học Liên Xô và Viện Hàn lâm Khoa học Pháp. Người tạo ra các cơ sở khoa học của photphorit hóa đất.
- Pyotr Nikiphorovich Konstantinov (1877-1959): Nhà trồng trọt-chọn giống. Viện sĩ VAXKhNIL.
- Aleksandr Vasilievich Chayanov (1888-1937): Nhà kinh tế, nhà xã hội học nông thôn, tác giả của một số sách về kinh tế trang trại và kinh tế gia đình tại nông thôn. Học thuyết của ông có ảnh hưởng tới sự phát triển của kinh tế nhân loại học.
- Nikolay Dmitrievich Kondratiev (1892-1938): Nhà kinh tế học, đề xuất Chính sách kinh tế mới (NEP) của Liên Xô. Ông cũng là người đề xuất khái niệm chu kỳ kinh tế mà hiện nay gọi là sóng Kondratiev.
- Vsevolod Mavrikievich Klechkovsky (1900-1972): Nhà hóa nông học. Viện sĩ VAXKhNIL, được coi là người sáng lập ra nông nghiệp phóng xạ học. Klechkovsky cũng nghiên cứu hóa học lý thuyết, và đề xuất điều chỉnh lý thuyết cho quy tắc Madelung về trật tự các mức năng lượng quỹ đạo nguyên tử. Quy tắc này còn gọi là quy tắc Klechkovsky.
- Ivan Aleksandrovich Benedictov (1902-1983): Bộ trưởng nông nghiệp Liên Xô (1938-1957).
- Vsevolod Petrovich Bondarev (1929-2006): Nhà khoa học về địa chất và khoáng vật học.

## Huân huy chương
- Huân chương Lenin trao tặng ngày 20 tháng 2 năm 1940
- Huân chương Lao động Cờ đỏ trao tặng ngày 3 tháng 12 năm 1965.